# Investimento in arte
Il mercato dell'arte, nonostante sia caratterizzato da inefficienza, soggettività e informazioni privilegiate, attrae un numero sempre maggiore di investimenti sia da parte dei privati, che da parte delle aziende, le quali utilizzano l'arte contemporanea come strumento di marketing.
Gli investimenti in arte sono definiti:
- irrazionali: l'unicità delle opere e il loro valore estetico provocano un piacere non facilmente soggetto a valutazione.
- alternativi: in quanto presentano una specifica combinazione di rendimento/rischio (più specificatamente ad elevato rendimento corrisponde elevato rischio e ridotta liquidità).

A partire dalle considerazioni esplicate nelle teorie di Harry Markowitz, gli investimenti in arte permettono di costruire portafogli diversificati, e attraverso tale diversificazione si migliora la performance e il rischio di portafoglio, anche se si presuppone un orizzonte temporale di resa medio/lungo.

## Rendimento
La scelta di artisti contemporanei è più rischiosa, essendo più soggetti alle mode e non ancora storicizzati; artisti già affermati invece presentano garanzie maggiori, dovute a una notorietà ormai consolidata.
L'investimento in arte è tuttavia ancora considerato appannaggio di pochi, con possibilità economiche di un certo livello, oppure viene visto come una passione dispendiosa, più che una possibile fonte di guadagno.
Il rendimento dell'investimento in arte si valuta in base ai seguenti indici rappresentativi del mercato:

### Metodo delle vendite ripetute
In particolare grazie al Mei Moses Art Index si è capito che:
- il rendimento degli investimenti in arte è di poco inferiore a quello delle azioni, e superiore a quello dei titoli di stato,
- la volatilità degli investimenti in arte è relativamente più elevata ma in diminuzione nel tempo,
- esiste una correlazione molto bassa con i rendimenti delle azioni e delle obbligazioni.

### Metodo edonico
Si ottiene prendendo in considerazione il piacere edenico che un'opera d'arte suscita.

### Metodo dell'opera rappresentativa
Si ottiene prendendo come termine di paragone una determinata opera.